# Hajsam Bilajisz
Hajsam Bilajisz, Haitem Ben Alayech (ar. هيثم بلعايش; ur. 10 czerwca 1989) – tunezyjski zapaśnik walczący w stylu wolnym. Olimpijczyk z Londynu 2012, gdzie zajął osiemnaste miejsce W kategorii 66 kg.
Trzykrotny medalista mistrzostw Afryki, dwa razy stawał na drugim stopniu podium: w 2012 i 2014. Wicemistrz igrzysk panarabskich w 2011 i trzeci na mistrzostwach arabskich w 2010 roku.
- Turniej w Londynie 2012

Przegrał w pierwszej rundzie z Kanadyjczykiem Haislanem Veranesem i odpadł z turnieju.